# Museo delle maschere teatrali e del teatro dei burattini
Il Museo delle maschere teatrali e del teatro dei burattini è un museo teatrale di Mentana (RM), inaugurato nel 1997, in una sala del palazzo Borghese, in piazza San Nicola. È ospitato in uno scantinato sotto gli uffici comunali.
Le opere all'interno sono state raccolte da Giancarlo Santelli, realizzatore lui stesso di  burattini su testi classici.
Il Museo espone centinaia di maschere realizzate in materiali sia naturali che sintetici usate in vari generi di rappresentazioni (dal teatro greco e romano alla Commedia dell'Arte).
Il Museo è visitabile per appuntamento per gruppi, su richiesta è possibile l'allestimento di spettacoli in contemporanea con la visita.